# Trioxid de bor
Trioxidul de bor (sau trioxidul de dibor) este unul dintre oxizii borului. Este un solid alb, cu formula B2O3.

## Obținere
Se poate obține prin încălzirea borului într-o atmosferă de oxigen sau în aer:
{\displaystyle \mathrm {4B+3O_{2}\rightarrow 2B_{2}O_{3}} }
De asemenea, se poate obține și prin deshidratarea acidului boric:
{\displaystyle \mathrm {2H_{3}BO_{3}\rightarrow B_{2}O_{3}+3H_{2}O} }

## Utilizări
Este folosit în obținerea sticlelor borosilicatice.